# Catherine Byrne (Politikerin, 1956)

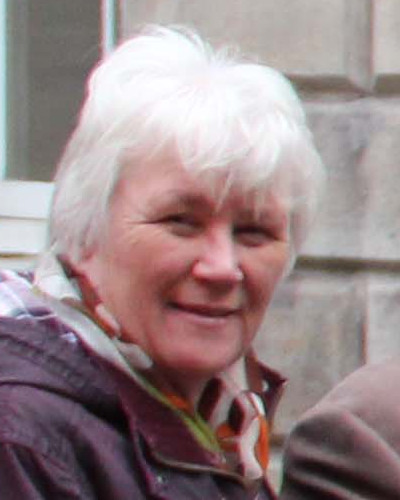
Catherine Byrne

Catherine Byrne (* 26. Februar 1956 in Bluebell, Dublin) ist eine irische Politikerin und war von 2007 bis 2020 Abgeordnete im Dáil Éireann.
Byrne wurde 1956 in Bluebell geboren und wuchs in Inchicore auf. 1999 wurde sie erstmals in den Stadtrat von Dublin (Dublin City Council) gewählt und wurde 2004 erfolgreich wiedergewählt. 2005 löste sie Michael Conaghan als Lord Mayor of Dublin ab und hatte das Amt von Juni 2005 bis Juni 2006 inne. Mai 2007 wurde Byrne für die Fine Gael in den 30. Dáil Éireann gewählt. Sie konnte ihren Sitz im Dáil bis 2020 verteidigen.
2016 wurde sie zur Staatsministerin für Gesundheit und für Wohnungswesen und Kommunalverwaltung ernannt. 
Byrne ist verheiratet und hat 5 Kinder.